# Thelypteris sanctae-catharinae
Thelypteris sanctae-catharinae är en kärrbräkenväxtart som först beskrevs av Eduard Rosenstock, och fick sitt nu gällande namn av Ponce. Thelypteris sanctae-catharinae ingår i släktet Thelypteris och familjen Thelypteridaceae. Inga underarter finns listade.